# South Ronaldsay
South Ronaldsay es una isla perteneciente al grupo sur del archipiélago de las Órcadas, en Escocia. La isla se encuentra conectada con Burray por medio de una de las calzadas. La isla ocupa una superficie total de 49 km².
Al igual que North Ronaldsay, la isla lleva el nombre de Ragnvald Kali Kolsson, apodado San Ronaldo. El nombre original del que deriva el nombre en inglés, Rǫgnvaldsey, proviene del nórdico antiguo; Rǫgnvalds ("Ronald's") + ey ("isla").